# 灰毛岩风
灰毛岩风（学名：Libanotis spodotrichoma）为伞形科岩风属的植物，为中国的特有植物。分布于中国大陆的陕西等地，生长于海拔1,100米至1,800米的地区，常生长在山谷岩石上，目前尚未由人工引种栽培。

## 别名
长虫七（陕西眉县、周至、佛坪），岩风（陕西山阳、旬阳），万年青（甘肃剩山徽县）